# Culture dans le Val-d'Oise
Le département du Val-d'Oise est riche d'une vie culturelle importante et d'un patrimoine civil et religieux.
Pontoise est labellisée Ville d'Art et d'Histoire.

## Culture

### Festivals, manifestations, lieux de spectacles et associations
Plusieurs festivals artistiques et manifestations importants sont organisés chaque année dans le département :
- Le festival théâtral du Val d'Oise.
- Le Furia Sound Festival, un festival de musique (entre 2005 et 2010).
- L'Enghien Jazz Festival.
- Le Festival international de Musique d'Auvers-sur-Oise.
- Les Concerts près de chez Vous dans le Val- d'Oise.
- Les Concerts de l'Abbaye de Royaumont.
- Le nombre de films tournés dans le Val-d'Oise est particulièrement nombreux. On cite couramment le chiffre de 400 films tournés dans le Val d’Oise depuis 1950.
- L'Espace Michel Berger (EMB), à Sannois, est une salle de spectacle consacrée aux musiques actuelles.
- Écouen avec le Musée national de la Renaissance notamment.
- Atmosphère-Scène nationale de Cergy-Pontoise et du Val-d'Oise.
- CirquEvolution se déroule tous les ans d'octobre à mai autour d'une vingtaine de spectacles de cirque de création et d'actions culturelles en direction des habitants. Les villes participantes sont Arnouville, Bezons, Le Complexe Marcel Paul à Vauréal, Eaubonne, le Centre culturel Germinal de Fosses; Garges-lès-Gonesse, Goussainville, Gonesse, Jouy-le-Moutier, Marly-la-ville, Saint-Ouen-L'Aumône, Villiers-le-Bel...
- association La Source-Villarceaux:l'art au service du social et de l'enfance, sur la commune de Chaussy,95710;Domaine de Villarceaux.

### Cinéma
Le département du Val-d'Oise est une ancienne terre de tournage. Plus de 1000 œuvres audiovisuelles ont été tournées dans le département du Val-d'Oise depuis 1901, dont plus de 400 depuis 1950,. Selon ces documents, le premier film tourné est Patineurs sur le lac d’Enghien (film muet - 1901), et le 1000e est Pauvre Richard, tourné en 2011. La multitude de tournages s'expliquerait notamment par la variété de paysages disponibles tant par les conditions fiscales avantageuses de tournage liées à la proximité avec Paris,.